# Sadok, Velîka Oleksandrivka
Sadok (în ucraineană Садок) este un sat în comuna Borozenske din raionul Velîka Oleksandrivka, regiunea Herson, Ucraina.

## Demografie
Componența lingvistică a localității Sadok
     Ucraineană (87,81%)
     Rusă (4,34%)
     Română (1,04%)
     Alte limbi (0,21%)
Conform recensământului din 2001, majoritatea populației localității Sadok era vorbitoare de ucraineană (87,81%), existând în minoritate și vorbitori de rusă (4,34%), armeană (2,07%) și română (1,04%).